# Jinguofortis perplexus
Jinguofortis perplexus — викопний вид примітивних птахів, що існував у ранній крейді (127 млн років тому).

## Скам'янілості
Викопні рештки птаха знайдені у відкладеннях формації Дабейгу у провінції Хебей на сході Китаю. Відомий з єдиного зразка, що складається з повного скелета та відбитків пір'я. У 2018 році науковці Інституту палеонтології хребетних і палеоантропології (Пекін) Ван Мінь, Томас Стідхем і Чжоу Чжунхе на основі решток описали нові рід та вид Jinguofortis perplexus. Родова назва Jinguofortis утворена від китайського слова «Jinguo» — «жінка-воїн» і латинського «fortis» — сміливий, і вшановує всіх жінок-науковців світу. Назва виду утворена від латинського «perplexus» — «заплутаний», «двозначний», і відображає змішання успадкованих від предків і нових анатомічних ознак.

## Опис
У птаха був дзьоб з дрібними зубами. Будова крил вказує, що він був здатний і до ширяючого польоту, і до махового. Ймовірно, J.perplexus мешкали в лісистій місцевості і їм доводилося багато маневрувати між деревами. У черевній порожнині виявлені гастроліти, які свідчать про те, що птах харчувався рослинною їжею.
Також у птаха була незвичайна будова плечового пояса — кістка лопатки зрослася з воронячою кісткою, як у теропод. У сучасних птахів ці дві кістки не зростаються, а прикріплюються одна до одної, а у археоптерикса коракоїд і лопатка зрослися, тому вчені вирішили, що така будова плечового пояса не була базовою ознакою птахів. В процесі еволюції анатомія плечового пояса змінювалася, щоб поліпшити здатність птахів до польоту, і врешті-решт скелет набув сучасного вигляду.